# 楽至県
楽至県（らくし-けん）は中華人民共和国四川省資陽市に位置する県。

## 行政区画
- 街道:天池街道、南塔街道
- 鎮:石仏鎮、回瀾鎮、石湍鎮、童家鎮、宝林鎮、大仏鎮、良安鎮、金順鎮、中和場鎮、労動鎮、中天鎮、仏星鎮、蟠竜鎮、東山鎮、通旅鎮、高寺鎮、竜門鎮、盛池鎮
- 郷:双河場郷

## 交通
道路
高速道路
- 渝蓉高速道路（中国語版）
- 広洪高速道路（中国語版）

国道
- G318国道
- G319国道（中国語版）
- G351国道（中国語版）

## 健康・医療・衛生
- 楽至県人民医院

## 出身者
- 陳毅 - 中華人民共和国の軍人・政治家。建国後に元帥、国務院副総理、外交部長などを歴任。